# Sillon du muscle subclavier
Le sillon du muscle subclavier (ou gouttière du sous-clavier) est une dépression située sur la partie médiane de la face inférieure de la clavicule.
C'est la zone de l'insertion de l'origine du muscle subclavier. Le bord du sillon est la ligne d'attache du fascia clavi-pectoral qui se divise pour enfermer ce muscle.